# Daniel Ellsberg
Daniel Ellsberg (Chicago, 7 aprile 1931 – Kensington, 16 giugno 2023) è stato un economista, attivista e analista militare statunitense, noto per avere pubblicato nel 1971 i Pentagon Papers, uno studio top-secret del Pentagono sul processo decisionale del governo degli Stati Uniti in relazione alla guerra del Vietnam, al New York Times, al Washington Post e ad altri giornali. È anche noto per aver formulato un importante esempio nella teoria delle decisioni, il paradosso di Ellsberg, per i suoi ampi studi sulle armi nucleari e sulla politica nucleare e per aver espresso sostegno a WikiLeaks, Chelsea Manning e Edward Snowden. Ellsberg ha ricevuto l'Olof Palme Prize 2018 per il suo "profondo umanesimo e l'eccezionale coraggio morale".

## Biografia
Figlio di Harry e Adele (Charsky) Ellsberg, ebrei ashkenazi convertiti al cristianesimo scientista, si è laureato con lode ad Harvard. Nel 1964 divenne uno dei "geniacci del Pentagono" (i brillanti giovani reclutati da Robert McNamara, segretario della difesa dal 1961 al 1968). Dal 1966 fu in servizio in Vietnam come assistente del gruppo contrinsurrezionale guidato da Edward Lansdale. Inizialmente sostenitore della guerra in Vietnam, ne divenne oppositore per i danni arrecati alla popolazione civile, di cui si sentiva corresponsabile con il suo silenzio.
Mentre lavorava alla RAND Corporation, dall'ottobre del 1969, per contribuire a un archivio commissionato da McNamara nel 1967, cominciò a fotocopiare un dossier di 7000 pagine coperto da segreto di Stato, che rivelava le strategie del governo americano in merito alla guerra in Vietnam. Nel 1971 consegnò questo materiale al The New York Times sotto il nome di Pentagon Papers, dando vita a una controversia politica nazionale.
La pubblicazione di estratti del documento da parte del quotidiano sfociò in un'ingiunzione richiesta dal presidente Nixon, tesa a bloccarne le pubblicazioni. Nel frattempo il The Washington Post cominciò a sua volta a riportare i contenuti del documento e la vicenda finì in Corte suprema, dove venne bloccata l'ingiunzione e ribadito il diritto alla libertà di stampa.
Accusato di spionaggio nel gennaio 1973 dall'amministrazione Nixon, le accuse furono respinte dal giudice nel maggio dello stesso anno.

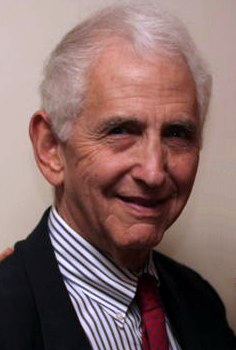
Daniel Ellsberg nel 2006

Come economista, ha dato un notevole contributo alla teoria delle decisioni con il paradosso di Ellsberg. Attivista liberal, membro della Campaign for Peace and Democracy, nel 2006 ha ottenuto il Right Livelihood Award per la pace, mentre negli ultimi tempi ha espresso posizioni in favore di WikiLeaks e a sostegno di Julian Assange
Nel 2016 è stato insignito del Premio Dresda.

### Documenti sull'attacco nucleare del 1958 alla Cina
Il 22 maggio 2021, durante l'amministrazione Biden, il New York Times ha riferito che Ellsberg aveva reso noti documenti riservati elaborati nel 1958 dal Pentagono per lanciare un attacco nucleare alla Cina a causa delle tensioni sullo Stretto di Taiwan. Secondo i documenti, i leader militari statunitensi hanno sostenuto un attacco nucleare di primo utilizzo anche se pensavano che l'alleato della Cina, l'Unione Sovietica, avrebbe reagito e milioni di persone sarebbero morte.
Ellsberg ha detto al New York Times di aver copiato i documenti riservati sulla crisi dello Stretto di Taiwan cinquant'anni prima, quando ha copiato i Pentagon Papers, ma ha scelto all'epoca di non renderli noti. Invece, Ellsberg lo ha fatto nella primavera del 2021 perché si è detto preoccupato per le crescenti tensioni tra Stati Uniti e Cina sul destino di Taiwan. Presumeva che il Pentagono fosse nuovamente coinvolto nella pianificazione di emergenza per un attacco nucleare alla Cina nel caso in cui un conflitto militare con armi convenzionali non riuscisse a ottenere una vittoria decisiva. "Non credo che i partecipanti siano stati più stupidi o sconsiderati di quelli intermedi o dell'attuale gabinetto", ha detto Ellsberg, che ha esortato il presidente Biden, il Congresso e il pubblico a prenderne atto.
Rilasciando i documenti classificati, Ellsberg si è offerto come imputato in un caso di prova che contestava l'uso da parte del Dipartimento di Giustizia dell'Espionage Act del 1917 per punire gli informatori. Ellsberg ha notato che la legge si applica a tutti, non solo alle spie, e proibisce a un imputato di spiegare le ragioni per rivelare informazioni riservate nell'interesse pubblico. 

### Attivismo contro la guerra
In un'intervista con Democracy Now il 18 maggio 2018, Ellsberg è stato critico nei confronti dell'intervento degli Stati Uniti all'estero, specialmente in Medio Oriente, affermando: "Penso che in Iraq l'America non abbia mai affrontato il numero di persone che sono morte a causa della nostra invasione, aggressione contro l'Iraq e l'Afghanistan negli ultimi 30 anni, da quando abbiamo ispirato per la prima volta un jihad sponsorizzato dalla CIA contro i sovietici e portato all'invasione da parte dei sovietici. Quello che abbiamo fatto al Medio Oriente è stato un inferno". [40] 

### Attivismo contro la guerra in Iraq

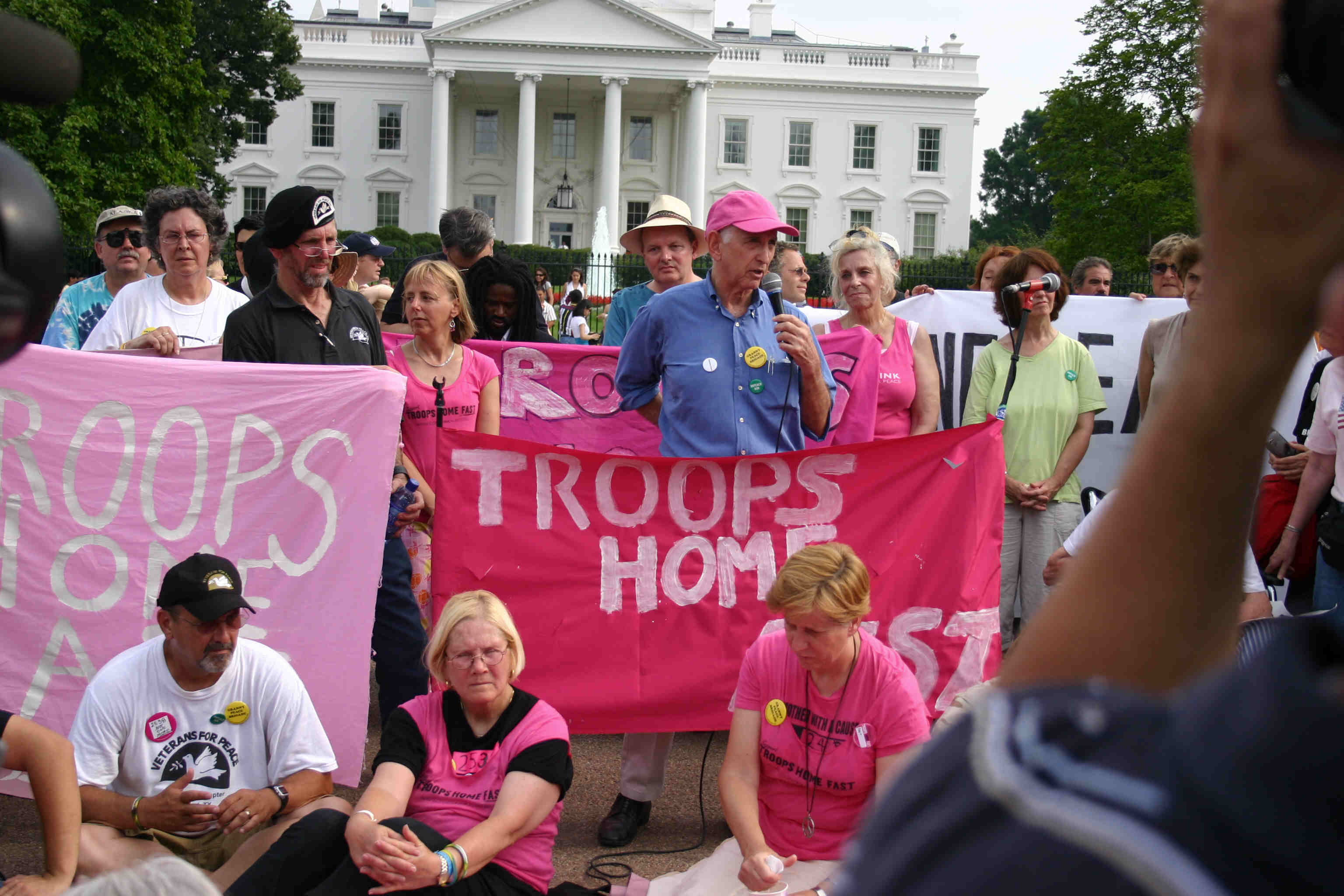
Protestando con il gruppo contro la guerra (Code Pink) nel 2006

Durante il periodo precedente all'invasione dell'Iraq del 2003, ha avvertito di un possibile "scenario del Golfo del Tonchino" che potrebbe essere utilizzato per giustificare l'entrata in guerra, e ha invitato gli "addetti ai lavori" del governo a rendere pubbliche le informazioni per contrastare la propaganda a favore della guerra dell'amministrazione Bush, lodando Scott Ritter per i suoi sforzi in tal senso. In seguito ha sostenuto le segnalazioni della traduttrice britannica del GCHQ, Katharine Gun, e ha invitato altri a far trapelare tutti i documenti che rivelano l'inganno del governo sull'invasione. Ellsberg ha anche testimoniato all'udienza dell'obiettore di coscienza Camilo Mejia a Fort Sill, Oklahoma, nel 2004. 
Ellsberg è stato arrestato, nel novembre 2005, per aver violato un'ordinanza della contea per violazione di domicilio mentre protestava contro la condotta di George W. Bush nella guerra in Iraq.

### Attivismo contro l'azione militare in Iran
Nel settembre 2006, Ellsberg ha scritto su Harper's Magazine che sperava che qualcuno facesse trapelare informazioni su una potenziale invasione statunitense dell'Iran prima che avvenisse l'invasione, in modo da fermare la guerra. Ellsberg ha chiesto ulteriori fughe di notizie in seguito al rilascio di informazioni sull'accelerazione dell'attività antigovernativa sponsorizzata dagli Stati Uniti in Iran da parte del giornalista Seymour Hersh.
In un discorso del 30 marzo 2008, nella chiesa Unitarian Universalist di San Francisco, Ellsberg ha osservato che la presidente della Camera Nancy Pelosi non ha l'autorità per dichiarare l'impeachment "fuori dal tavolo", come aveva fatto con George W. Bush. Il giuramento prestato dai membri del Congresso richiede loro di "difendere la Costituzione degli Stati Uniti contro tutti i nemici, stranieri e interni". Ha anche sottolineato che ai sensi dell'articolo VI della Costituzione degli Stati Uniti, i trattati, compresa la Carta delle Nazioni Unite e gli accordi internazionali sui diritti del lavoro che gli Stati Uniti hanno firmato, diventano la legge suprema del paese che né gli stati, né il presidente, né il Congresso hanno il potere di infrangere. Ad esempio, se il Congresso vota per autorizzare un attacco non provocato a una nazione sovrana, tale autorizzazione non renderebbe legale l'attacco. Un presidente che adduce l'autorizzazione come giusta causa potrebbe essere perseguito dalla Corte Penale Internazionale per crimini di guerra.

### Attivismo contro il sostegno USA all'Ucraina
Nell'aprile 2022, durante l'invasione russa dell'Ucraina, Ellsberg è apparso su Al-Jazeera's Upfront per opporsi al sostegno degli Stati Uniti all'Ucraina, affermando che "Una guerra fallita è redditizia tanto quanto una vincente". Ha ricordato "il vecchio slogan latino, Cui Bono , a chi giova?" e ha aggiunto:"Dopotutto non siamo una nazione europea e non abbiamo un ruolo particolare nell'Unione europea. Questo fatto ci offre una scusa e un motivo per vendere fin d'ora enormi quantità di armi alle nazioni dell'ex Patto di Varsavia". Ha detto anche che "la Russia è un nemico indispensabile".

### La morte
Nel marzo 2023, Ellsberg scrisse che gli era stato diagnosticato un cancro al pancreas che era progredito oltre le cure mediche. A metà febbraio i medici stimavano che gli restassero dai tre ai sei mesi di vita.  Ellsberg morì nella sua casa di Kensington, in California, il 16 giugno 2023, all'età di 92 anni.

## Vita privata
Ellsber è stato sposato due volte. Il primo matrimonio fu nel 1952 con Carol Cummings, una laureata di Radcliffe (ora Harvard College) il cui padre era un generale di brigata del Corpo dei Marines. Durò 13 anni prima di finire con il divorzio. La coppia aveva due figli, Robert Ellsberg e Mary Ellsberg. Nel 1970 sposò Patricia Marx, figlia del produttore di giocattoli Louis Marx. Vissero per qualche tempo a Mill Valley, in California. Hanno avuto un figlio, Michael Ellsberg, scrittore e giornalista.